# Pieve di San Felice
La pieve di San Felice è un edificio religioso situato a San Felice, nel comune di Castelnuovo Berardenga.

## Storia
È nota dal 714, quando era una delle chiese della diocesi aretina contese dal vescovo di Siena.
L'attuale costruzione, con il campanile sulla sinistra, risale ad un ripristino neoromanico (1922-1933).

## Descrizione
Mostra una facciata a capanna in pietra alberese abbellita da un oculo e due monofore.
Il portale, sormontato da una lunetta, immette in un interno originariamente a tre navate attualmente ridotto ad una sola.
La zona presbiteriale è caratterizzata da un falso triforio. Fra le opere, un Sant'Antonio da Padova ligneo riconducibile a Domenico Cafaggi ed una Madonna del Rosario databile alla prima metà del Seicento.